# Рогувек (Клодзький повіт)
Рогувек (пол. Rogówek) — село в Польщі, у гміні Клодзко Клодзького повіту Нижньосілезького воєводства.
Населення — 32 особи (2011).
У 1975-1998 роках село належало до Валбжиського воєводства.

## Демографія
Демографічна структура станом на 31 березня 2011 року:
|          | Загалом | Допрацездатний вік | Працездатний вік | Постпрацездатний вік |
| -------- | ------- | ------------------ | ---------------- | -------------------- |
| Чоловіки | 17      | 5                  | 10               | 2                    |
| Жінки    | 15      | 4                  | 9                | 2                    |
| Разом    | 32      | 9                  | 19               | 4                    |